# Tetila, Gorj
Tetila este un sat ce aparține orașului Bumbești-Jiu din județul Gorj, Oltenia, România. În apropiere se află Lacul Tetila.
 Acest articol despre o localitate din județul Gorj este deocamdată un ciot. Puteți ajuta Wikipedia prin completarea lui.